# Generoso Simeone
Generoso Simeone (Castelpoto, 6 settembre 1944 – Foggia, 29 ottobre 2000) è stato un politico italiano, giornalista ed ideatore dei Campi Hobbit del Fronte della Gioventù.